# مكدامية جنسنية
مكدامية جَنسنية (الاسم العلمي:Macadamia jansenii) هي نوع نباتي يتبع جنس المكدامية من الفصيلة البروطية.